# Le Loup et les Sept Chevreaux
Pour une adaptation, voir Le Loup et les Sept Chevreaux (film, 1957).
Le Loup et les Sept Chevreaux ou Le loup et les Sept Cabris (en allemand : Der Wolf und die sieben jungen Geißlein) est un conte populaire allemand qui figure parmi ceux recueillis par les frères Grimm dans le premier volume de Contes de l'enfance et du foyer (Kinder- und Hausmärchen, 1812, no KHM 5),. La publication française date de 1956.[réf. nécessaire]

## Résumé

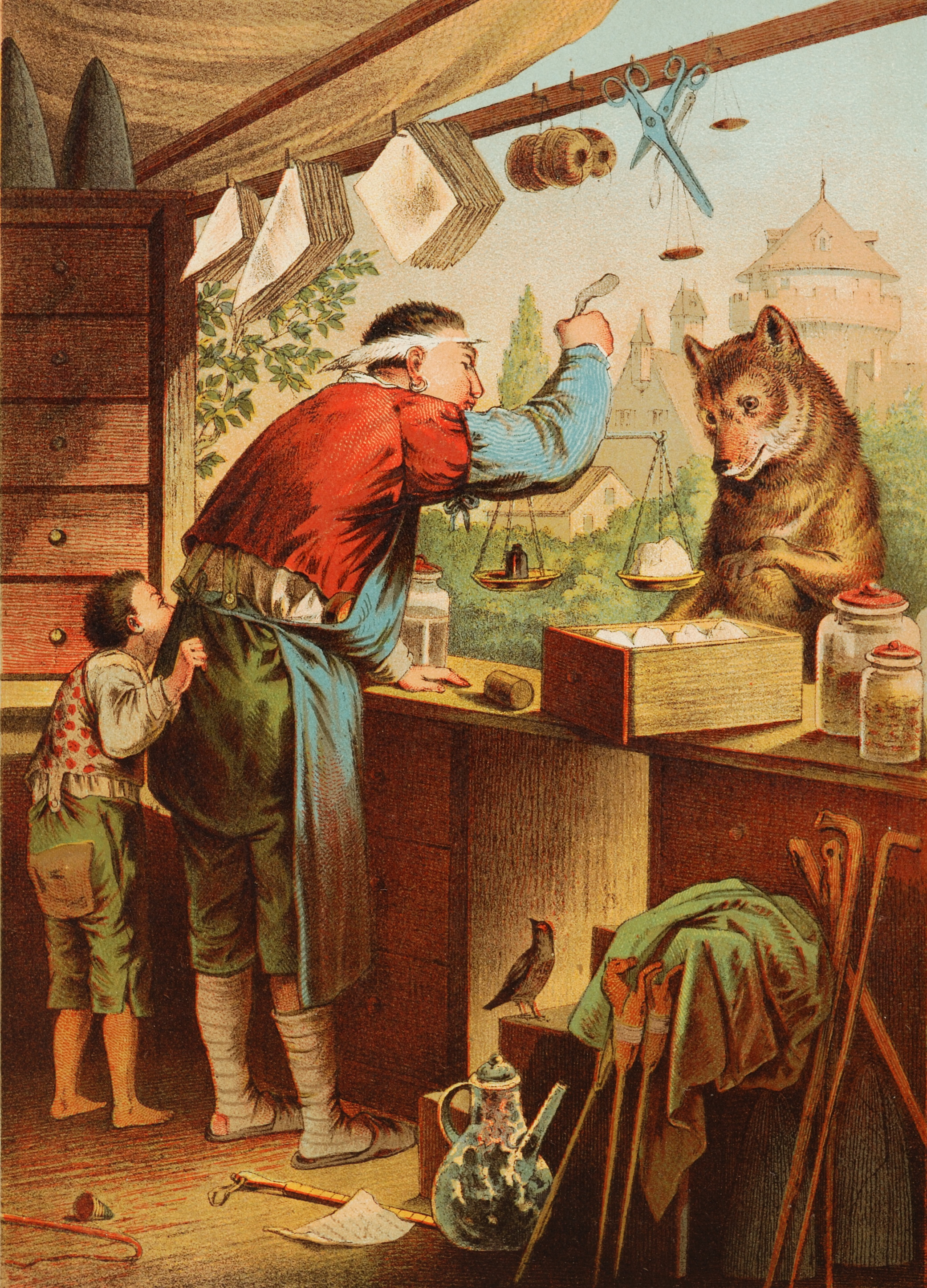
Le loup chez le boulanger. Illustration de Carl Offterdinger (ou Heinrich Leutemann ?), extraite de Mein erstes Märchenbuch, Wilh. Effenberger, Stuttgart, [fin du XIX].

Une chèvre, mère de sept chevreaux, se prépare à aller chercher de quoi manger dans la forêt et, avant de partir, elle réunit ses petits et les met en garde contre le loup : celui-ci sait se déguiser, mais ils pourront le reconnaître à sa grosse voix et à ses pattes noires. Les petits promettent de se méfier et la mère s'en va, rassurée.

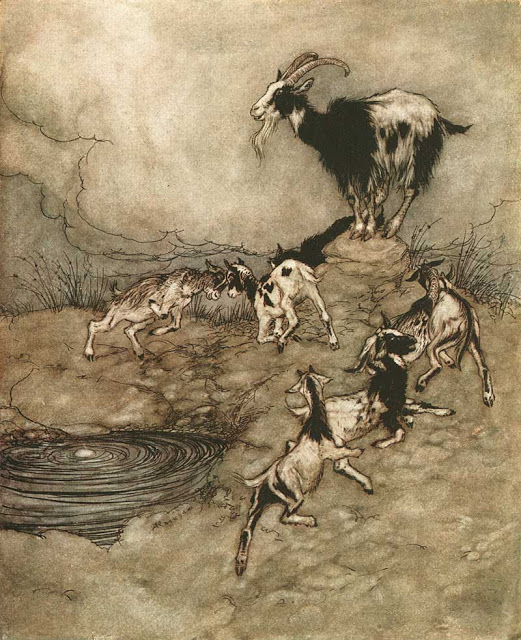
La mère chèvre et ses sept chevreaux, illustration d'Arthur Rackham, 1909.

Peu après, le loup frappe à la porte des chevreaux. Pour leur faire ouvrir la porte, il se fait passer pour leur mère, mais sa voix le trahit. Il part alors acheter de la craie, qu'il avale de façon à adoucir sa voix, puis il revient frapper chez les chevreaux. Cette fois, il est trahi par sa patte noire, qu'il a posée sur le rebord de la fenêtre. Le loup part alors chez le boulanger et demande à celui-ci d'enduire sa patte de pâte et de la couvrir de farine, puis le loup revient chez les chevreaux. Convaincus par sa douce voix et ses pattes bien blanches, les chevreaux finissent par lui ouvrir. En voyant que c'est le loup, affolés, les chevreaux courent se cacher dans différents endroits de la maison. Mais le loup les trouve et, l'un après l'autre, il n'en fait qu'une seule bouchée. Il les gobe tous, à l'exception du plus jeune, qui s'est caché dans la pendule.
La chèvre revient enfin et découvre la maison dévastée. Elle appelle ses petits. Aucun ne répond, sauf le dernier, qui sort de sa cachette et lui raconte l'horrible drame. Elle sort de la maison et trouve le loup qui se repose sous un arbre. Elle remarque que quelque chose gigote dans la panse du gredin. Elle demande à son cadet d'aller lui chercher des ciseaux, une aiguille et du fil. Elle ouvre la panse du loup et libère un à un les six chevreaux qui, fort heureusement, sont encore en vie. Elle leur demande ensuite d'aller chercher des cailloux, et elle en remplit la panse du loup avant de le recoudre.
À son réveil, le loup a soif à cause des cailloux. Il trouve un puits pour s'y désaltérer. Le poids des cailloux, cependant, entraîne le loup au fond de l'eau, et il se noie. Les chevreaux, qui avec leur mère assistent de loin à la scène, peuvent alors danser et chanter de joie.

## Classification et analogies
La classification Aarne-Thompson-Uther, qui regroupe les contes populaires par contes-types, range Le Loup et les Sept Chevreaux sous la rubrique AT 123 (« Le Loup, la Chèvre et ses Chevreaux »).
Le conte présente une forte ressemblance avec Les Trois Petits Cochons et d'autres contes folkloriques du type 124 d'Aarne-Thomspson.
Le sauvetage des chevreaux du ventre du loup et la punition ultérieure du loup en le remplissant de pierre rappellent le sauvetage de l'héroïne et sa vengeance contre le loup dans la version du Petit Chaperon rouge des frères Grimm (Aarne-Thompson type 333).
Dans une variante néerlandaise, la plus jeune chèvre se cache dans la boîte à pain. Quand sa mère revient, elle va vivre avec la petite chèvre dans une autre maison. Dans une autre version, le loup ne se noie pas dans le puits mais dans un lac.
Le chiffre 7 a une forte symbolique dans différents contes et histoires. Le Loup et les Sept Chevreaux, les bottes de sept lieues, Blanche-Neige et les sept nains, les sept marraines de La Belle au bois dormant chez Charles Perrault, les sept fils dans le conte Le Petit Poucet ou encore les Sept voyages de Sinbad le marin sont autant d’exemples.

## Motifs et origines anciennes de ceux-ci
Le conte, et notamment le fait de « montrer patte blanche », fait penser à la fable de La Fontaine, Le Loup, la Chèvre et le Chevreau (1668), elle-même inspirée d'une fable d'Ésope (VIIe siècle-VIe siècle avant l'ère chrétienne), Le Loup et les Chevreaux, et d'un auteur anonyme.
Perchta – « la Rayonnante » ou « la Femme des Bêtes », déesse germanique de la couture et du tissage, souvent comparée à Dame Holle – ouvre le ventre des enfants désobéissants et les remplit de pierres ou de paille, par exemple lorsqu'on mange autre chose que du poisson ou de la bouillie le jour de sa fête.[réf. nécessaire]

## Autres versions
Peu avant sa mort en 1914, Jules Lemaître, l'académicien, reprend cette histoire dans un Alphabet des animaux (lettre L) en omettant le début de l'histoire, ce qui la rend peu compréhensible.

## Adaptations

### Cinéma
- 1957 : Le Loup et les Sept Chevreaux, court métrage ouest-allemand réalisé par Peter Podehl (de), Schongerfilm, sa durée est de 57 minutes.
- 1976 : Le Rock du Méchant Loup, film réalisé par Elisabeta Bostan.
- 1991 : Der Wolf und die sieben Geißlein, court métrage d'animation allemand produit et réalisé par Otto Sacher DEFA, sa durée est de 10 minutes.
- 2005 : Valkat i sedemte kozleta, court métrage d'animation bulgare réalisé par Vladislav Tomov, sa durée est de 5 minutes.
- 2018 : Mon petit chevreau, court métrage japonais réalisé par Tomoki Misato, sa durée est de 11 minutes.

### Théâtre
- 2014 : Sinon je te mange d'Ilka Schönbein, au Mouffetard, théâtre des arts de la marionnette à Paris.

### Télévision
- 1963 : Der Wolf und die sieben Geißlein, le dixième épisode de la première saison de la série ouest-allemande Es war einmal
- 1966 : Der Wolf und die 7 Geißlein, film d'animation produit par Augsburger Puppenkiste.
- 1977 : Der Wolf und die sieben Geißlein, téléfilm est-allemand réalisé par Uwe-Detlev Jessen (de).
- 1990 : Wir spielen - Der Wolf und die sieben Geißlein, le douzième épisode de la dix-huitième saison de la série allemande Hallo Spencer (de).
- 1999 : Simsala Grimm, série d'animation allemande, saison 1, épisode 4 : Le Loup et les Sept Chevreaux (Der Wolf und die sieben Geißlein)[6].
- 2016 : Emma nach Mitternacht - Der Wolf und die sieben Geiseln, téléfilm allemand réalisé par Torsten C. Fischer (de).
- 2017 : Le Loup et les Sept Chevreaux, le premier épisode de la série dérivée Les Contes de Masha de la série télévisée d'animation 3D russe Masha et Michka[7],[8].

### Album
- 2005 : Le loup, la chèvre et les 7 chevreaux, album de Geoffroy de Pennart, Kaléidoscope  (ISBN 978-2877676236)

### Musique
- 1895 : Les Sept Petits Biquets (Die sieben Geißlen) d'Engelbert Humperdinck.